# Nick O'Leary
Nicklaus O'Leary (Palm Beach, 31 agosto 1992) è un giocatore di football americano statunitense che milita nel ruolo di tight end per i Las Vegas Raiders della National Football League (NFL).

## Carriera universitaria
Al college, O'Leary giocò a football a Florida State dal 2011 al 2014. Nel 2013 vinse il campionato NCAA mentre nella sua ultima stagione fu premiato come All-American e vinse il John Mackey Award come miglior tight end del college football dopo avere ricevuto da Jameis Winston 48 passaggi per 618 yard e 6 touchdown.

## Carriera professionistica

### Buffalo Bills
O'Leary fu scelto nel corso del sesto giro (194º assoluto) del Draft NFL 2015 dai Buffalo Bills. Debuttò come professionista subentrando nella gara del quattordicesimo turno contro i Philadelphia Eagles e la settimana successiva ricevette il suo primo passaggio da 37 yard. La sua stagione da rookie si concluse con quattro presenze.

### Miami Dolphins
Nel 2018 O'Leary firmò con i Miami Dolphins.

## Palmarès
- Campione NCAA: 1

Florida State Seminoles: 2013
- John Mackey Award - 2014

## Statistiche
| Partite totali         | 4  |
| Partite da titolare    | 0  |
| Ricezioni              | 1  |
| Yard ricevute          | 37 |
| Touchdown su ricezione | 0  |

Statistiche aggiornate alla stagione 2015

## Famiglia
Il nonno di O'Leary è il golfista Jack Nicklaus.